# 115051 Safaeinili
115051 Safaeinili è un asteroide della fascia principale. Scoperto nel 2003, presenta un'orbita caratterizzata da un semiasse maggiore pari a 3,1148607 au e da un'eccentricità di 0,1340196, inclinata di 16,90089° rispetto all'eclittica.
L'asteroide è dedicato all'ingegnere iraniano naturalizzato statunitense Ali Safaeinili.